# Dans les griffes de l'araignée
Dans les griffes de l'araignée  est un court métrage d'animation français réalisé par Ladislas Starewitch en 1920 et sorti en salles en 1924.
Il s'agit aussi d'un des premiers drames du cinéma d'animation. C'est le premier film que l'auteur réalise en France.

## Synopsis
Aurélie, la mouche, vit à la campagne avec son oncle Anatole, le scarabée. Un jour, alors qu'elle vole du miel à l'abeille, elle est surprise par celle-ci. Le Capricorne la sauve puis ils se fiancent. Miss Phalène, la grande vedette des folies mondaines, passait à proximité du village lorsque sa berline a un accident. Pendant la réparation de celle-ci, Miss Phalène est accueillie par Aurélie. Quand l'heure du départ approche, la vedette invite son amie pour venir à Paris, chez elle. Aurélie quitte fiancé et village pour Paris où Miss Phalène l'engage comme domestique mais elle est vite renvoyée quand Miss Phalène la surprend dans son salon avec Tom, son soupirant. Le nouveau couple s'engage comme danseurs mondains. Dans cette ambiance, elle connait Arachnus, le richissime banquier, qui l'invite chez lui en promettant un cadeau. Attirée dans un piège par l’Araignée, Aurélie sera sauvée par Tom, mais le soupirant est tué. Quand Aurélie retourne au village, elle est chassée par son oncle et découvre que son fiancé a eu un enfant avec une autre mouche.

## Fiche technique
- Titre : Dans les griffes de l'araignée
- Réalisation : Ladislas Starewitch
- Scénario : Ladislas Starewitch
- Animation : Ladislas Starewitch
- Format : Noir et blanc - Muet - 1,33:1
- Couleurs au pochoir
- Genre : Court métrage dramatique d'animation
- Durée : 20 minutes
- Date de sortie : 1924